# 21683 Segal
21683 Segal è un asteroide della fascia principale. Scoperto nel 1999, presenta un'orbita caratterizzata da un semiasse maggiore pari a 2,2777827 UA e da un'eccentricità di 0,1246321, inclinata di 5,20506° rispetto all'eclittica.
L'asteroide è dedicato all'astronomo amatoriale statunitense Bruce A. Segal.